# ساری‌بیگلو (خداآفرین)
ساری‌بیگلو یکی از روستاهای استان آذربایجان شرقی است که در دهستان گرمادوز غربی بخش منجوان شهرستان خداآفرین واقع شده‌است.